# マイケル・ジャーヴィ
マイケル・ジャーヴィ（Michael Jarvi、1983年9月29日 - ）は、アメリカ合衆国のプロレスラー。東京都出身。

## 来歴

### キャリア初期
1983年、東京都で海軍所属の父親と日本の学校にて英語の教師として働いてた母親の間に生まれる。後に一家はフロリダ州オーランドに移住。幼少期よりWWFやWCWといったメジャープロレス団体のテレビ番組を見ていたことからプロレスラーになることを憧れ、高校卒業後にドリー・ファンク・ジュニアが主宰する団体であるファンキン・コンサバトリー（Funkin Conservatory）にてトレーニングを開始。2003年8月16日、ジャイアント・マグナム（Giant Magnum）のリングネームでプロレスラーデビューを果たす。10月25日、ファンキン・コンサバトリーのTV番組であるFC!BANG!にてサムソンとファンキン・コンサバトリーTV王座戦を行い勝利して王座を戴冠した。
2004年5月3日、新日本プロレスのNEXESSにて星野勘太郎率いる魔界倶楽部の隠し兵器、ジャイアント魔神（Giant Majin）として参戦。試合ではスーパー・ストロング・魔神 & ニュー・ストロング・魔神と組んで西村修 & 天山広吉 & 真壁伸也との6人制タッグマッチで対戦。終始圧倒して最後にはニュー・ストロング・魔神と2人で真壁にチョークスラム、そしてエルボードロップを叩きつけて勝利した。
2007年4月、コロッサス（Colossus）のリングネームでプエルトリコの団体であるIWA（International Wrestling Association）に参戦。サビオ・ベガとランバージャックマッチやバーブドワイヤーケージマッチ、ストリートファイトなどの特殊ルールで抗争を展開した。

### WWE

#### FCW
2007年10月、WWEとディベロップメント契約を交わし入団。傘下団体のFCWにてジャイアント・タイタン（The Giant Titan）のリングネームでトレーニングを開始。11月6日、アファ・ジュニアと組んでGリラ & テッド・デビアス・ジュニアとテキサストルネードマッチを行い勝利。
2008年1月12日、FCW南部ヘビー級王座挑戦権争奪バトルロイヤルにて優勝を飾る。3月11日、FCW南部ヘビー級王座を保持するジェイク・ヘイガーに挑戦するがベルトを奪取するに至らなかった。ヘイガーとの王座戦後、出場機会を失い11月にWWEから解雇となった。

### インディー団体
WWE解雇後、2009年3月よりフロリダ州を拠点とするACW（American Combat Wrestling）にビショップ・クロス（Bishop Cross）のリングネームで参戦。7月7日、ACWコンバット王座を保持するサイドショーに挑戦して勝利し、ベルトを奪取。8月4日、ACWコンバット王座防衛戦にてサバーバン・コマンドーズ（Tレント & Dユニット）とハンディキャップマッチを行い勝利した。同月22日、NWA加盟団体のPWF（Pro Wrestling Fusion）に参戦。WWEで同僚であったトミー・テイラーと対戦。終盤にランニング・ビッグブートを避けられポスト際へ誤爆するとダイビング・クロスボディを決められ敗戦した。試合後には納得できずにテイラーを捕まえるとジャックナイフ・パワーボムを決めてリングから去った。
2010年1月6日、IWAに凱旋。Histeria Boricua 2010にてWWEやWCWで活躍したブッカーTと対戦するが反則裁定により無効試合となった。5月16日、メキシコの団体であるESW（Extreme Air Wrestling）のEAW 1. Aniversarioにヒガンテ・エクスタシス（Gigante Extassis）のリングネームで参戦。エル・イホ・デル・ドクトル・ワグナー・ジュニアと組んでエル・イホ・デル・エレア・パーク & ショーン・スピアーズと対戦して勝利した。同月30日、来日を果たしハッスルにてタイタン・レックス（T-REX）のリングネームで参戦。ジョー・メガロドン & 黒の中村カントクと組んで坂田亘とハンディキャップマッチで対戦。メガロドンとの連携でパワーボムからチョークスラムへと繋げ坂田を攻めるが中村カントクが足を引っ張る事により形勢を逆転されると最後にジャーマンスープレックスを決められ敗戦した。11月にはNWA加盟団体であるFUW（Florida Underground Wrestling）に参戦するようになる。
2012年6月、アーカンソー州を拠点とするTCW（Traditional Championship Wrestling）にタイタン（Titan）のリングネームで参戦し、ボイド・ブラッドフォード率いるヒールユニットであるブラッドフォード・ファミリーにメンバー入り。12月8日、TNAやWWEに所属経験のあるランス・ホイットと対戦して勝利した。
2013年3月30日、TCW Missouri Madnessにて元WWE所属のカリートと対戦して勝利した。4月21日、プエルトリコで旗揚げされた団体であるWWL（World Wrestling League）にデメンタス（Dementus）のリングネームで参戦。モンスター・ペインと対戦して最後にスピアーを決められ敗戦した。6月1日、TCW Mississippi MeltdownにてTCWインターナショナル王座を保持するマイケル・バリー、グレッグ・アンソニーと3wayマッチ形式による王座戦を行い勝利してベルトを奪取した。11月29日、FUW Throwdown 9にてFUWヘビー級王座を保持するマット・モーガンに挑戦。巨人対決を行うも最後にサム・イライアスの介入により邪魔され敗戦し、ベルトを奪取するに至らなかった。12月27日、FUW Throwdown 10にてモーガンへのリベンジマッチが組まれたが、因縁のあるサム・イライアスも加えた3wayマッチ形式での王座戦となり終盤にトップロープから飛んできたイライアスを捉えてダブルチョークスラムを決めるが直後にリングインしたモーガンから振り向きざまにカーボン・フットプリントを決められるとイライアスごとフォールされて敗戦した。

## 得意技
- ダブルチョークスラム

フィニッシャー。決める前に人差し指を天に向けるポーズがトレードマークになっている。
- ジャックナイフ・パワーボム
- ランニング・ビッグブート
- パワースラム
- ベアハッグ
- サイドウォークスラム
- スウィンギング・サイドスラム

## 獲得タイトル
TCW
- TCWインターナショナル王座 : 1回

ACW
- ACWコンバット王座 : 2回

NWA
- NWAサウスアトランティックタッグ王座 : 1回

w / タロン

## 入場曲
- Giant Press